# پارک حشمت خان
پارک حشمت خان (پشتو: کول حشمت خان) یک پارک ملی و منطقه حفاظت شده واقع در کابل، افغانستان است. در ژوئن ۲۰۱۷، وزارت زراعت، آبیاری و مالداری کول حشمت خان را به عنوان چهارمین پارک ملی به مناسبت روز جهانی محیط زیست معرفی کرد.
این پارک پناهگاه و منطقه حفاظت شده پرندگان آبزی است. این دریاچه یا تالاب در وسط یک منطقه مسکونی در کنار قلعه بالاحصار و در جنوب چمن حضوری، ورزشگاه غازی و مسجد عیدگاه واقع شده است.

## تاریخچه
این تالاب از قدیم الایام برای تامین آب آبیاری ساکنان بالاحصار وجود داشته است. در طول قرن بیستم، پادشاه محمد ظاهرشاه از آن برای شکار و اهداف تفریحی استفاده کرد. از آن زمان بسیاری از مردم به طور غیرقانونی خانه‌هایی در اطراف دریاچه ساخته‌اند.